# وزارت دادگستری (روسیه)
وزارت دادگستری فدراسیون روسیه (به روسی: Министерство юстиции Российской Федерации) یک وزارتخانه دولت مرکزی با مسئولیت رهبری سیستم قانونی و کیفری روسیه است. الکساندر ولادیمیروویچ کونووالوف وزیر فعلی این وزارتخانه است. براساس مصوبه رئیس جمهور فدراسیون روسیه از ۱۳ اکتبر ۲۰۰۴ (اصلاح شده در ۲۳ اکتبر ۲۰۰۸) و مطابق با سایر آیین‌نامه‌ها، وزارت دادگستری وظیفه تهیه و اجرای سیاست‌های عمومی و نظارتی است و همچنین به عنوان اجرای قانون و وظایف کنترل و نظارت در زمینه‌های ذیل فعالیت می‌کند:
- اجرای مجازات‌های کیفری
- ثبت نام سازمان‌های غیرانتفاعی از جمله دفاتر سازمان‌های بین‌المللی و سازمان‌های غیر دولتی خارجی، انجمن‌های عمومی، احزاب سیاسی و سازمان‌های مذهبی و همچنین ارائه اطلاعات در مورد آن‌ها.
- وکالت
- ثبت اسناد رسمی
- ثبت احوال
- قانونی سازی
- اجرای اقدامات قضایی
- مبارزه با فساد
- پیگیری تخصص ضد فساد بودن پیش نویس قوانین